# Гана на літніх Олімпійських іграх 2020
Гану на літніх Олімпійських іграх 2020 представляли чотирнадцять спортсменів у п'яти видах спорту.

## Спортсмени
| Вид спорту     | Чоловіки | Жінки | Загалом |
| -------------- | -------- | ----- | ------- |
| Легка атлетика | 6        | 1     | 7       |
| Бокс           | 3        | 0     | 3       |
| Дзюдо          | 1        | 0     | 1       |
| Плавання       | 1        | 1     | 2       |
| Важка атлетика | 1        | 0     | 1       |
| Загалом        | 12       | 2     | 14      |